# Liga del Fútbol Profesional Boliviano 2001
La Liga de Fútbol Profesional Boliviano 2001 è stata la 25ª edizione della massima serie calcistica della Bolivia, ed è stata vinta dall'Oriente Petrolero.

## Formula
Il campionato è strutturato in due fasi; il Torneo di Apertura è un girone unico a dodici squadre, mentre il Torneo di Clausura prevede due gironi da sei squadre, le cui prime quattro classificate si qualificano per un ulteriore girone semifinale, e infine in un quadrangolare che laurea il campione di Clausura. Le vincitrici delle due fasi si affrontano poi nella finale che determina il campione nazionale.

## Torneo Apertura

### Classifica
| Pos. | Squadra           | Pt | G  | V  | N | P  | GF | GS | DR  |
| ---- | ----------------- | -- | -- | -- | - | -- | -- | -- | --- |
| 1    | Bolívar           | 42 | 22 | 12 | 6 | 4  | 53 | 28 | +25 |
| 1    | Oriente Petrolero | 42 | 22 | 13 | 3 | 6  | 48 | 31 | +17 |
| 3    | Blooming          | 36 | 22 | 9  | 9 | 4  | 34 | 25 | +9  |
| 4    | The Strongest     | 34 | 22 | 10 | 4 | 8  | 42 | 34 | +8  |
| 5    | Wilstermann       | 33 | 22 | 8  | 9 | 5  | 40 | 36 | +4  |
| 6    | Real Potosí       | 31 | 22 | 8  | 7 | 7  | 33 | 34 | -1  |
| 7    | Unión Central     | 30 | 22 | 9  | 3 | 10 | 27 | 34 | -7  |
| 8    | Ind. Petrolero    | 27 | 22 | 7  | 6 | 9  | 29 | 39 | -10 |
| 9    | Mariscal Braun    | 24 | 22 | 6  | 6 | 10 | 31 | 36 | -5  |
| 10   | Guabirá           | 23 | 22 | 6  | 5 | 11 | 25 | 35 | -10 |
| 11   | Iberoamericana    | 20 | 22 | 5  | 5 | 12 | 37 | 47 | -10 |
| 11   | Real Santa Cruz   | 20 | 22 | 5  | 5 | 12 | 23 | 43 | -20 |

### Spareggio per il titolo
| Arbitro: | Ortubé |

|           |           |  |
| Sandy 49’ | Marcatori |  |

## Torneo Clausura

### Prima fase
Legenda
|  | Qualificata alla fase successiva |

#### Gruppo 1
| Pos. | Squadra         | Pt | G  | V | N | P | GF | GS | DR  |
| ---- | --------------- | -- | -- | - | - | - | -- | -- | --- |
| 1    | Bolívar         | 25 | 12 | 7 | 4 | 1 | 32 | 16 | +16 |
| 2    | Wilstermann     | 18 | 12 | 5 | 3 | 4 | 19 | 19 | 0   |
| 3    | Mariscal Braun  | 15 | 12 | 4 | 3 | 5 | 19 | 22 | -3  |
| 3    | Real Santa Cruz | 15 | 12 | 4 | 3 | 5 | 12 | 16 | -4  |
| 5    | Ind. Petrolero  | 14 | 12 | 3 | 5 | 4 | 16 | 24 | -8  |
| 6    | Blooming        | 13 | 12 | 4 | 1 | 7 | 15 | 20 | -5  |

#### Gruppo 2
| Pos. | Squadra           | Pt | G  | V | N | P | GF | GS | DR  |
| ---- | ----------------- | -- | -- | - | - | - | -- | -- | --- |
| 1    | The Strongest     | 23 | 12 | 6 | 5 | 1 | 26 | 12 | +14 |
| 2    | Real Potosí       | 20 | 12 | 6 | 2 | 4 | 28 | 22 | +6  |
| 3    | Oriente Petrolero | 16 | 12 | 4 | 4 | 4 | 22 | 16 | +6  |
| 3    | Guabirá           | 16 | 12 | 4 | 4 | 4 | 15 | 22 | -7  |
| 5    | Iberoamericana    | 15 | 12 | 4 | 3 | 5 | 22 | 23 | -1  |
| 6    | Unión Central     | 6  | 12 | 1 | 3 | 8 | 17 | 31 | -14 |

### Seconda fase

#### Gruppo 1
| Pos. | Squadra           | Pt | G | V | N | P | GF | GS | DR |
| ---- | ----------------- | -- | - | - | - | - | -- | -- | -- |
| 1    | Oriente Petrolero | 12 | 6 | 4 | 0 | 2 | 16 | 9  | +7 |
| 1    | Wilstermann       | 12 | 6 | 4 | 0 | 2 | 15 | 9  | +6 |
| 3    | The Strongest     | 7  | 6 | 2 | 1 | 3 | 7  | 11 | -4 |
| 4    | Ind. Petrolero    | 4  | 6 | 1 | 1 | 4 | 6  | 15 | -9 |

#### Gruppo 2
| Pos. | Squadra        | Pt | G | V | N | P | GF | GS | DR |
| ---- | -------------- | -- | - | - | - | - | -- | -- | -- |
| 1    | Bolívar        | 12 | 6 | 4 | 0 | 2 | 15 | 7  | +8 |
| 2    | Real Potosí    | 10 | 6 | 3 | 1 | 2 | 12 | 11 | 0  |
| 3    | Mariscal Braun | 9  | 6 | 3 | 0 | 3 | 9  | 9  | 0  |
| 4    | Guabirá        | 4  | 6 | 1 | 1 | 4 | 7  | 16 | -9 |

### Girone finale
| Pos. | Squadra           | Pt | G | V | N | P | GF | GS | DR |
| ---- | ----------------- | -- | - | - | - | - | -- | -- | -- |
| 1    | Oriente Petrolero | 13 | 6 | 4 | 1 | 1 | 14 | 9  | +5 |
| 2    | Real Potosí       | 8  | 6 | 2 | 2 | 2 | 13 | 15 | -2 |
| 3    | Bolívar           | 6  | 6 | 1 | 3 | 2 | 8  | 9  | -1 |
| 4    | Wilstermann       | 5  | 6 | 1 | 2 | 3 | 7  | 9  | -2 |

## Finale

### Andata
| Arbitro: | Saucedo |

|                                 |           |              |
| Botero 6’ 65’ Chiorazzo 47’ 86’ | Marcatori | 84’ González |

### Ritorno
| Arbitro: | Ortubé |

|                                       |           |                                             |
| Castillo 3’ (rig.) 15’ (rig.) 30’ 71’ | Marcatori | 24’ Liberman 34’ Ferreira 83’ (rig.) Botero |

### Spareggio
| Arbitro: | Saucedo |

|                  |           |  |
| Castillo 11’ 48’ | Marcatori |  |

## Verdetti
- Oriente Petrolero campione nazionale
- Oriente Petrolero, Bolívar e Real Potosí in Coppa Libertadores 2002
- Real Santa Cruz retrocesso
- San José promosso dalla seconda divisione (Copa Simón Bolívar).

## Classifica marcatori
| Gol |  |  | Giocatore             | Squadra           |
| --- |  |  | --------------------- | ----------------- |
| 42  |  |  | José Alfredo Castillo | Oriente Petrolero |
| 31  |  |  | Joaquín Botero        | Bolívar           |
| 26  |  |  | Horacio Chiorazzo     | Bolívar           |
| 24  |  |  | Cristino Jara         | Wilstermann       |
| 20  |  |  | Álex da Rosa          | Mariscal Braun    |
| 19  |  |  | Leonel Liberman       | Bolívar           |
| 19  |  |  | Milton Coimbra        | Oriente Petrolero |
| 17  |  |  | Roberto Carlos Correa | Real Potosí       |